# マルティン・ルター
マルティン・ルター（Martin Luther [ˈmaɐ̯tiːn ˈlʊtɐ] ( 音声ファイル)、1483年11月10日 - 1546年2月18日）は、ドイツの神学者、教授、聖職者、作曲家。聖アウグスチノ修道会に属する。
1517年に『95ヶ条の論題』をヴィッテンベルクの教会に掲出したことを発端に、ローマ・カトリック教会から分離しプロテスタントが誕生した宗教改革の中心人物である。

## 生涯

### 生い立ち

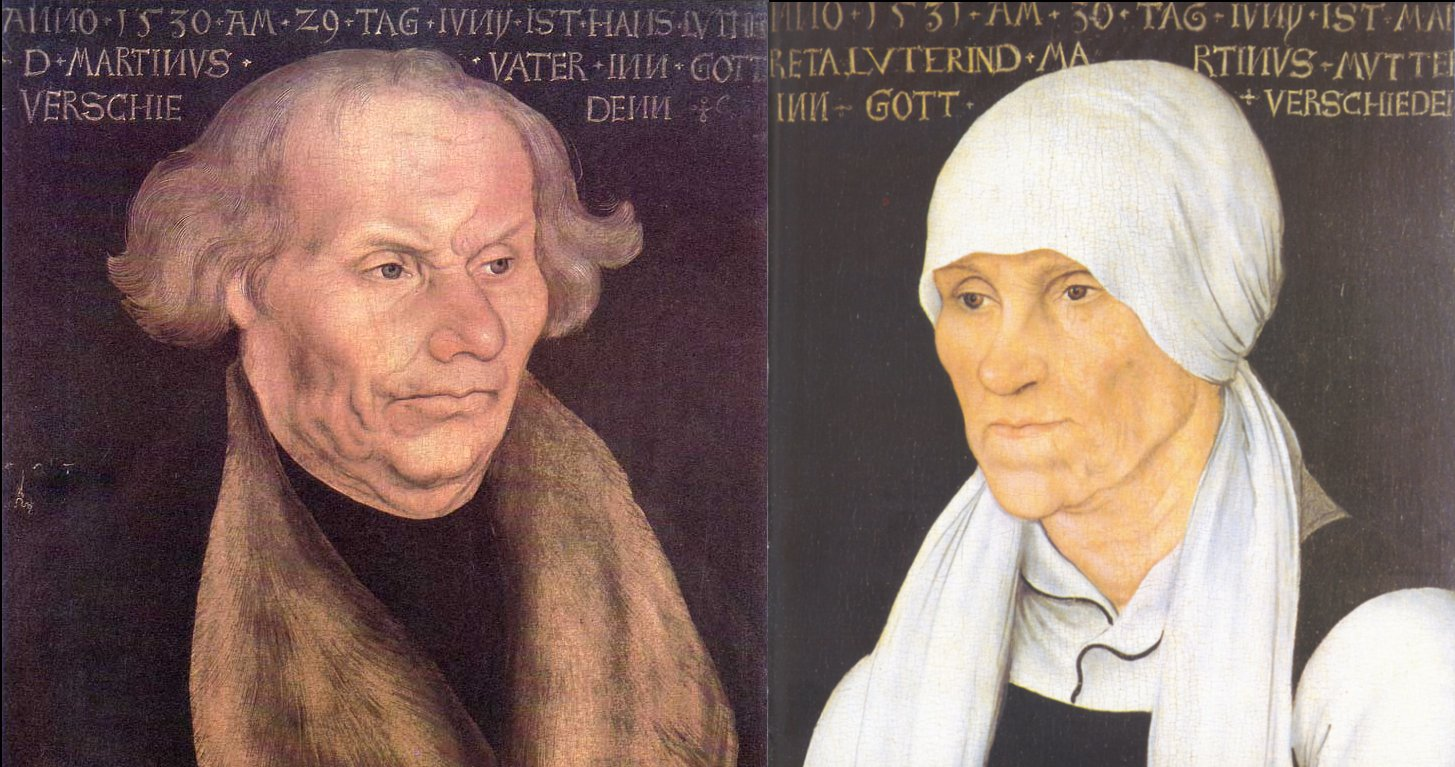
マルティン・ルターの父母の肖像画

1483年に鉱山業に従事していた父・ハンス・ルダーと母・マルガレータの次男として、ドイツのザクセン地方の小村アイスレーベンで生まれた。洗礼を受けた日がトゥールのマルティヌスの祝日であったことに因んで、マルティンと名づけられた。農民から鉱夫、そして製錬所の経営者となり、一代にして身を起こした父は上昇志向が強く、子供たちにもさらに上を目指すよう常に要求していた。教育において時に厳格を極めた父の姿は、後のルターが冷酷で厳格な神というイメージを持つ上で強い影響を及ぼすことになる。父の願いに沿う形で、マルティンは勉学に取り組んだ。
マルティンの生後半年ほどで、一家はマンスフェルトへと移住していたため、まずはマルティンはここの教会付属学校に通った。13歳になると自宅から離れ、マクデブルク、ついで15歳から17歳にかけては、アイゼナハにある聖ゲオルク教会付属の修道院校に通い、ここで学んだ。その後、法律家になるべく1501年にエアフルト大学に入学する。哲学を学び、成績優秀で父の期待するエリート・コースに乗るかに見えた。マルティンの人生に最初の転機が訪れたのは、ロースクールに入学した1505年のことであった。家を出て大学へ向かったマルティンは、エアフルト近郊のシュトッテルンハイムの草原で激しい雷雨にあった。落雷の恐怖に死すら予感したマルティンは、「聖アンナ、助けてください。修道士になりますから！」と叫んだという。両親は、修道院に入ることには大反対で、結婚して父の後を継ぐことを望んでいた。しかし、マルティンは、両親の願いを聞き入れるどころか父の同意すら得ずに大学を離れ、エアフルトの聖アウグスチノ修道会に入り、修道士に転進することとなった。

### 修道院生活におけるルターと「神の義」

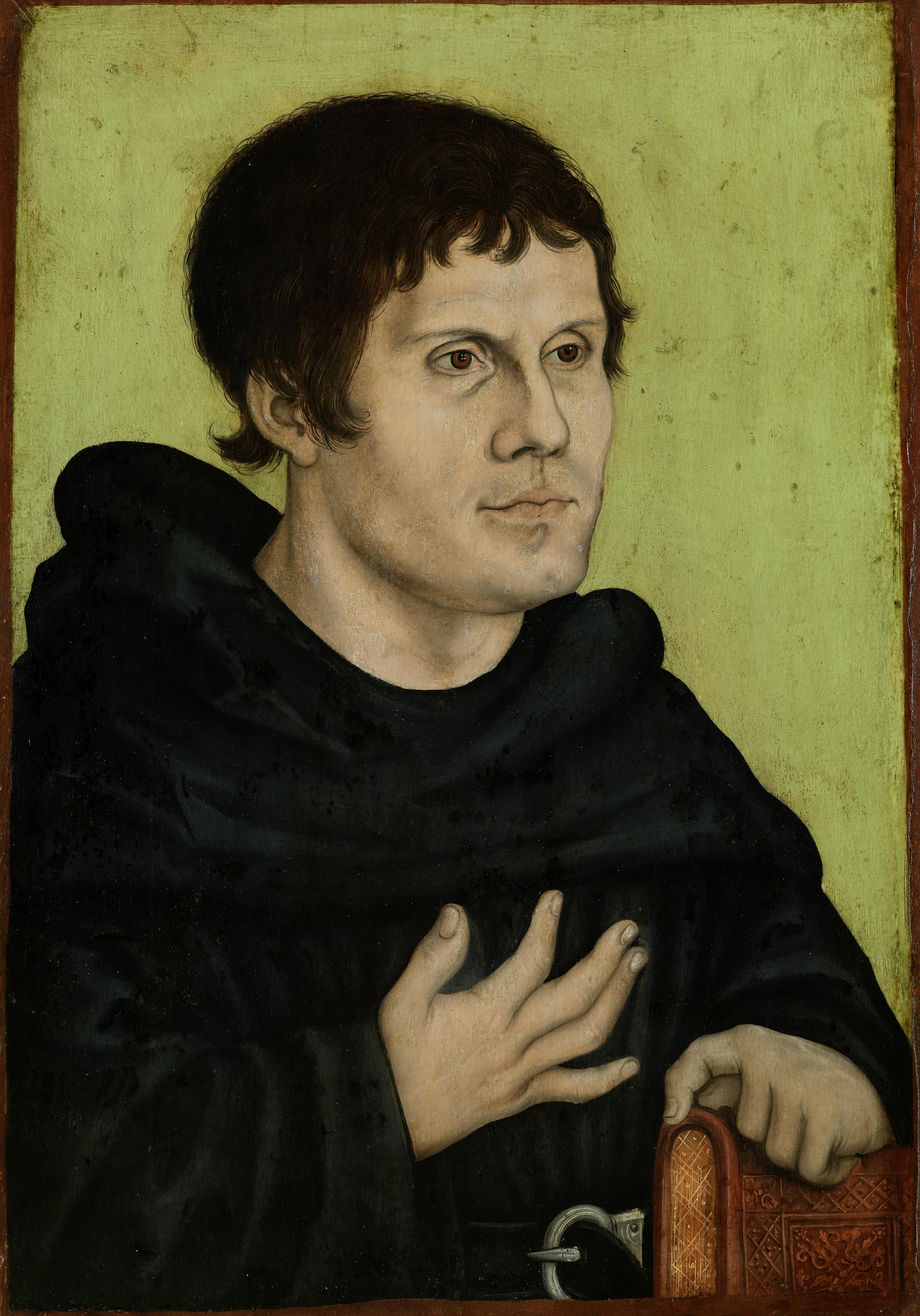
聖アウグスチノ修道会時代のルター

ルターは修道生活にもすぐ慣れ、祈りと研究の日々をすごしていた。この修道士時代に、ルターは、聖書を深く読むようになり、ウィリアム・オッカムの思想に触れた。1507年には司祭に叙階されたが、初ミサを立てる中で、ルターは弱く小さな人間である自分がミサを通じて巨大な神の前に直接立っていることに恐れすら覚えた。当時からルターは、どれだけ熱心に修道生活を送り祈りを捧げても、心の平安が得られないと感じていた。長上であり、聴罪司祭であったヨハン・フォン・シュタウピッツの励ましも、ルターの恐れを取り除くことはできなかった。
エアフルトで教えていたルターだったが、シュタウピッツの勧めもあって、できたばかりであったヴィッテンベルク大学に移って哲学と神学の講座を受け持つことになった。彼は、ここでアリストテレスの手法を適用したスコラ学的なアプローチの限界を感じ、神を理性で捉えることは困難であるという理解に達した。その後、再びエアフルト大学で教えたり、修道会の使命を帯びてローマへ旅行するなどしたが、最終的にヴィッテンベルクに戻り、そこで神学の博士号を取得して、聖書注解の講座を受け持った。
その頃からルターの心を捉えて離さなかったのは、パウロの『ローマの信徒への手紙』における「神の義」の思想であった。いくら禁欲的な生活をして罪を犯さないよう努力し、できうる限りの善業を行ったとしても、神の前で自分は義である、すなわち正しいと確実に言うことはできない。この現実を直視していたルターは、苦しみ続けたが、あるとき突如として光を受けたように新しい理解が与えられるという経験をする。そこでルターは、人間は善行（協働）でなく、信仰によってのみ（sola fide）義とされること、すなわち人間を義（正しいものである）とするのは、すべて神の恵みであるという理解に達し、ようやく心の平安を得ることができた。これが「塔の体験」と呼ばれるルターの第二の転機であった。ここでルターが得た神学的発想は、のちに「信仰義認」と呼ばれることになる。
ルターは、この新しい「光」によって福音と聖書を読み直すことで、人間の義化に関しての理解と自信を増していった。「正しいものは信仰によって生きる」、かつてあれほどルターを苦しめた「神の義」の解釈を見直したことによって、大きな心の慰めを得るようになったのである。

### 論争・贖宥状問題
大学で教える傍ら、司祭として信徒の告解を聞いていたルターは、信徒たちもまた罪と義化の苦悩を抱えていることをよく知っていた。そんなルターにとって当時、盛んにドイツ国内で販売が行われていた贖宥状の問題は見過ごすことができないように感じられた。
ルターは知らなかったが、ヨーロッパ全域の中で特にドイツ国内で大々的に贖宥状の販売が行われたのには理由があった。それは当時のマインツ大司教であったアルブレヒトの野望に端を発していた。彼はブランデンブルク選帝侯ヨアヒム1世の弟であったが、初めマクデブルク大司教位とハルバーシュタット司教位を持っていた。さらにアルブレヒトは兄の支援を受けて、選帝侯として政治的に重要なポストであったマインツ大司教位も得ようと考えた。しかし、司教位は本来一人の人間が一つしか持つことができないものである。
アルブレヒトはローマ教皇庁から複数司教位保持の特別許可を得るため、多額の献金を行うことにし、その献金をひねり出すため、フッガー家の人間の入れ知恵によって秘策を考え出した。それは自領内でサン・ピエトロ大聖堂建設献金のためという名目での贖宥状販売の独占権を獲得し、稼げるだけ稼ぐというものであった。こうして1517年、アルブレヒトは贖宥状販売のための「指導要綱」を発布、ヨハン・テッツェルというドミニコ会修道士などを贖宥状販売促進のための説教師に任命した。アルブレヒトにとって贖宥状が一枚でも多く売れれば、それだけ自分の手元に収益が入り、ローマの心証もよくなっていいこと尽くしのように思えた。
アルブレヒトの思惑通り、贖宥状は盛んに売られ、人々はテッツェルら説教師の周りに群がった。義化の問題に悩みぬいたルターにとって、贖宥状によって罪の償いが軽減されるという文句は「人間が善行によって義となる」という発想そのものであると思えた。しかし、そのときルターが何より問題であると考えたのは、贖宥状の販売で宣伝されていた「贖宥状を買うことで、煉獄の霊魂の罪の償いが行える」ということであった。煉獄の霊魂が、本来罪の許しに必要な秘跡の授与や悔い改めなしに贖宥状の購入のみによって償いが軽減されるという考え方をルターは贖宥行為の濫用であると感じた（テッツェルのものとしてまれに引用される「贖宥状を購入してコインが箱にチャリンと音を立てて入ると霊魂が天国へ飛び上がる」という言葉は、この煉獄の霊魂の贖宥のことを言っているのである）。
この煉獄の霊魂の贖宥の可否についてはカトリック教会内でも議論が絶えず、疑問視する神学者も多かった。1517年10月31日、ルターはアルブレヒトの「指導要綱」には贖宥行為の濫用がみられるとして書簡を送ったこれこそが『95ヶ条の論題』である。論題が一般庶民には読めないラテン語で書かれていたことから、ルターがこれを純粋に神学的な問題として考えていたとされる。
なお、この時期から父親の姓であった「ルダー（Luder）」を改めた「ルター（Luther）」を使用し始めた。

### 論争・カトリック教会の権威
ルターが呼びかけた意見交換会は、結局開かれることはなかった。しかし、『95ヶ条の論題』はすぐにドイツ語に訳され、国内で広く出回り始めた。そして、既存のカトリック教会の体制への不満がくすぶっていたドイツ国内の空気に、ルターの論題が火をつけることになった。1518年には、ルターは、論題を神学的考察の形でまとめなおした『免償についての説教』を発表した。これに対する反論を記したカトリック司祭ウィンピーナは、「信仰の問題に関して疑問を投げかけることは、教皇の不謬権への疑問と同じ意味を持つ」という指摘を行った。ここに至って、神学問題の提起を行ったルターがにわかにローマ教皇への挑戦者という意味合いを持たされることになった。ルターの友人であったインゴルシュタット大学の教授ヨハン・エックは、ルター説はかつて異端と断罪されたヤン・フスの説と似ていると指摘し、ルターを激怒させた。以後、二人は激しい論戦を繰り返すことになる。

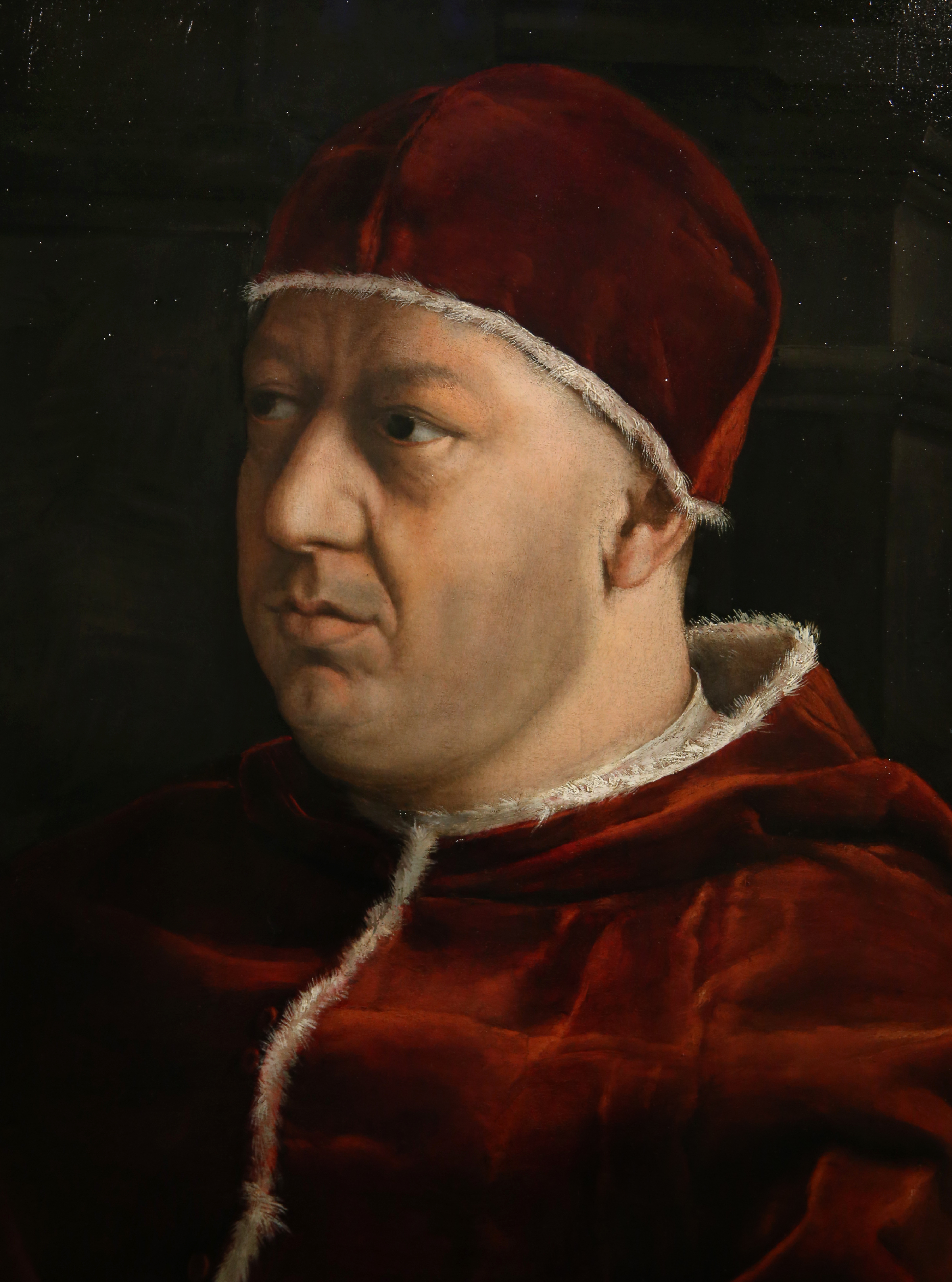
レオ10世

マインツ大司教アルブレヒトは、自らの収入の道が一神父によって絶たれてはたまらないと、ローマに対してルターの問題を報告した。しかし、ローマ教皇庁は大きな問題とは考えず、聖アウグスチノ修道会に対し、ハイデルベルクでの総会でルターを諭して穏便に解決するよう命じた。1518年4月のハイデルベルクでの総会で、ルターは、逆に自説を熱く語った。さらに、総会後には、教皇レオ10世に対し、自らの意見を書面にして送付した。教皇庁では「プリエリアス」と呼ばれたドミニコ会の神学者シルヴェストロ・マッツオィーニがこれを審査した。このとき、彼は、教皇権に関する部分についてのみとりあげて解説を加え、教皇の権威を揺るがす危険性があると指摘した。この時点では教皇もドイツ国内で解決できる問題であると考えていたが、ここで一つの政治的配慮が作用した。ルターが賢公フリードリヒ3世（ザクセン選帝侯）の庇護を受けることになったため、当時の教皇はハプスブルク家への対抗上、賢公をないがしろにはできなかったのである。
このような空気の中で行われた1518年10月のアウクスブルクでの審問は、教皇使節トマス・カイェタヌス枢機卿が免償の問題に対するルターの疑義の撤回を求めた。しかし、ルターは、「聖書に明白な根拠がない限りどんなことでも認められない」と主張した。逮捕を恐れたルターは、アウクスブルクから逃亡したが、教皇もルターの保護者賢公に配慮し、ルターに対してそれ以上の強い態度に出ることはなかった。ルターは、自らの身の潔白を主張し、公会議の開催を求めていた。なぜなら当時は、公会議の決定は教皇を超える権威を持つという公会議主義の思想が色濃く残っていた時代であったからである。ルターの求めた公会議は、やがてトリエント公会議において実現することになる。
教皇庁では事態を穏便に解決するため、特使カール・フォン・ミルビッツを派遣してルターと会談させているが、結局事態は解決できなかった。そして、教皇庁が秘密裏に交渉を続ける間にも、事態は神学問題を超えて論議を呼んでいたため、神学者ヨハン・エックはルターの盟友ルドルフ・カールシュタットに論戦を挑んだ。1519年7月、ライプツィヒでこの討論会が行われることになり、エックとカールシュタットが議論を戦わせた。やがてルター本人も現れ、エックと論戦を行った。この議論の中でルターが公会議の権威をも否定してしまったことで、学問レベルでルター問題を解決しようという試みは失敗に終わった。事態は政治闘争の様相を帯びてきた。

### カトリック教会との断絶・破門
カトリック教会との断絶が決定的となったこのころ、ルターの周囲には賛同者たちが集まり始めた。その中にはフィリップ・メランヒトンやマルティン・ブツァー、トマス・ミュンツァーなどの姿もあった。ルターが1520年にあいついで発表した文書は宗教改革の歴史の中で非常に重要な文書であり、ルターの方向性を確定することになった。それは『ドイツ貴族に与える書』、『教会のバビロニア捕囚』、『キリスト者の自由』であった。『ドイツ貴族に与える書』では教会の聖職位階制度を否定し、『教会のバビロニア捕囚』では聖書に根拠のない秘跡や慣習を否定、『キリスト者の自由』では人間が制度や行いによってでなく信仰によってのみ義とされるという彼の持論が聖書を引用しながら主張されている。
レオ10世は回勅「エクススルゲ・ドミネ（主よ、立ってください）」を発布して自説の41か条のテーゼを撤回しなければ破門すると警告したが、ルターはこれを拒絶。1520年12月に回勅と教会文書をヴィッテンベルク市民の面前で焼いた。これを受けて1521年の回勅「デチェット・ロマヌム・ポンティフィチェム（ローマ教皇として）」によってルターの破門が正式に通告された。

### ヴォルムス帝国議会からヴァルトブルク城へ

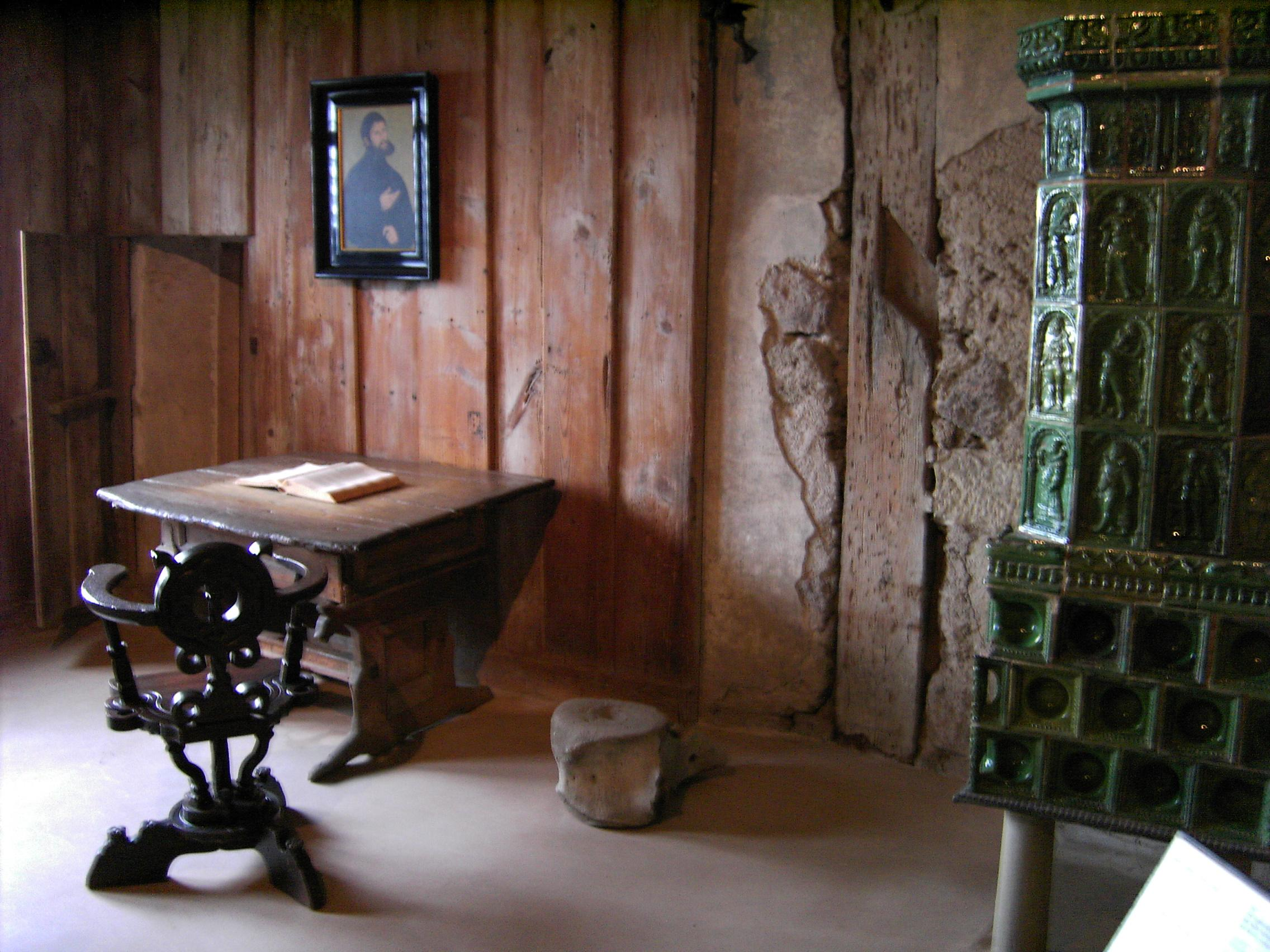
ヴァルトブルク城に残るルターの部屋

1521年4月、ルター支持の諸侯達や民衆の声に押される形で、ルターのヴォルムス帝国議会への召喚が行われた。皇帝カール5世は何よりルター問題からドイツが解体へ至ることを恐れていた。議会において、ルターは自分の著作が並べられた机の前に立った。ルターはまず、それらの著作が自らの手によるものかどうかを尋ねられ、次にそこで述べられていることを撤回するかどうか尋ねられた。ルターは第一の質問にはうなずいたものの、第二の質問に関してはしばらくの猶予を願った。熟考したルターは翌日、自説の撤回をあらためて拒絶。「聖書に書かれていないことを認めるわけにはいかない。私はここに立っている。それ以上のことはできない。神よ、助けたまえ」と述べたとされる。
議会が処分を決定する前にルターはヴォルムスを離れ、その途上で消息を絶ったように見せかけて、ザクセン選帝侯であった賢公フリードリヒ3世 の元に逃げ込み、ヴァルトブルク城にかくまわれた。1521年5月25日にカール5世の名前で発布されたヴォルムス勅令はルターをドイツ国内において帝国アハト刑を通告し、異端者としてルターの著作の所持を禁止した。
ルターはそこで「ユンカー・イェルク（騎士ゲオルク）」の偽名を用いて一年余りをすごした。ここでの生活は時として精神的な試練であったとルターは語っている。しかしルターはそこで十分に思索と著述に専念することができた。ここで有名な新約聖書のドイツ語訳が行われた。聖書をドイツ語に訳したのはルターが初めてではなかったが、エラスムスのギリシア語テキストをもとにしたこの聖書は、後にドイツ語の発達に大きな影響を与えるほど広く読まれることになる。同時にこの時期に修道生活を否定する論文も著述している。
ルター不在の状況には深刻な弊害が伴うことになった。ヴィッテンベルクではカールシュタットら過激派がリーダーシップをとっていたが、ツヴィッカウから再洗礼派の指導者がやってきたことも重なって、教会の破壊から始まって市内が無法状態の様相を呈するようになった。1522年5月7日、見かねたルターが一年の沈黙を破ってヴィッテンベルクで人々の前に再び姿を現し、数回にわたる説教で過激派を糾弾、暴力を伴う改革を否定し、行き過ぎを警告した。ルターはここで新しい典礼の祭式を定め、説教や著述活動を続けた。
人文主義の大家であるエラスムスとルターの間の関係は、当初どちらも距離を置いたものだった。エラスムスの人文主義研究はルターの説に大きな影響を与えたものの、ルターもエラスムスもどちらもお互いの説が自らと違うところを目指していることを知悉していた。この違いはやがて1524年から1525年にかけての論争として表面化し、この結果人文主義と宗教改革の関係は冷却化することとなった。
聖書には論拠はなかったが、カトリック教会では伝統として聖職者の独身が守られてきた。そのため司祭であったルターも独身生活を続けていたが、徐々にその意義について疑問を持つようになった。ルターは肉体的欲望そのものは罪であり悪いことであると考えていたが、結婚によって肉体的欲望は正当化され罪にならなくなると考えるようになった。また修道者のように神のために結婚しないことをよいものであると認めていたが、その反面、常に肉体的欲望に悩まされるのなら結婚するべきだと思うようになった。結果としてルターは数多くの修道者たちに結婚を斡旋するようになった。自身も1525年6月、41歳の時にカタリーナ・フォン・ボラという15歳年下で26歳の元修道女と結婚し、三男三女（ヨハネス、エリーザベト〈生後8か月で死去〉、マグダレーナ〈13歳で死去〉、マルティン、パウル、マルガレーテ）をもうけた。家庭は円満で、一家は以前ルターが暮らしていた修道院の建物に住んでいた。

### ドイツ農民戦争
「聖書に書かれていないことは認めることができない」というルターの言葉は、重税を負わされて苦しい生活を送っていた農民に希望を与えることになった。そもそも農民が領主に仕えることも聖書に根拠を見出せないというのである。かつてルターの同志であったトマス・ミュンツァーはこういった人々のリーダーとして社会変革を唱えるようになっていた。ドイツの農民暴動自体は15世紀後半から頻発していたが、ルター説を根拠に農民たちが暴力行為に走ると、ルターはミュンツァーと農民たちを批判し、二人は互いに攻撃しあうようになった。さらに再洗礼派の過激な教説も農民暴動の火に油を注ぐ結果となった。1524年、西南ドイツのシュヴァーベン地方の修道院の農民たちが、賦役・貢納の軽減、農奴制の廃止など「12ヶ条の要求」を掲げて反乱を起こし、これは隣接地域へ瞬く間に広がっていった。これが1524年から1525年にかけて起こったドイツ農民戦争である。ルターは初めはローマ殲滅戦を煽動していたが、次第に路線をめぐり党派に分裂するなか、ルターは反乱側にではなく、市民・貴族・諸侯の側について暴徒の鎮圧を求め、民衆には平和な抵抗を訴えるようになる（この平和な抵抗の路線についてはすでにさかのぼること1520年『ドイツ国民の貴族に与う』で示されていた）。
ルターは路線変更後の1525年、『盗み殺す農民に対して』において「親愛なる諸卿よ、やれるものは誰でも彼ら（農民）をたたきつぶし、絞め殺し、刺し殺せ。（…）狂犬を撲殺しなけらばならない」と農民の殺害を煽動するほどであった。宗教改革を成功させるためには、世俗の権力と金力が必要だった
ルターの鎮圧支持を受けた領主たちはシュヴァーヴェン同盟を中心として徹底的に農民暴動を鎮圧し、首謀者たち（？）を殺害した。ミュンツァーも捕らえられて処刑された。これにより反乱の主要地域であった南ドイツにおいてはルター派は支持を失い、またルターの説からそもそもこの反乱がおこったこともあって、ドイツ農民戦争時におけるルターの言動は結果として彼の評判を傷つけることになった。ルターはこの苦い経験から教会と信徒に対してやはり何らかのコントロールが必要であると考えるようになった。こうして領邦教会という新しい教会のあり方が生まれていく。

### ルター派諸侯と領邦教会制度
ルターはその後、各地のルター派諸侯の間を回りながら領邦教会の成立を進めていった。このころ、信仰教育のためにルターが書いたのが信徒向けの『小教理問答』および教師向けの『大教理問答』であった。同じころ、ルターの改革と国家教会というシステムはドイツを越えて北欧にまで波及するようになっていた。1529年にはカール5世包囲網を作り上げようとしたヘッセン伯フィリップのもくろみによって、ルターとフルドリッヒ・ツヴィングリは合同のための会談を行ったが、聖餐理解に大きな違いがあったため決裂した。
1529年の帝国議会ではカトリック教会の破壊などの行き過ぎを反省し、ルター派支持諸侯たちの立場を認めながら、カトリック教会の立場も保全するという布告が行われた。（一方でアナバプテスト（再洗礼派）とツヴィングリ派は排除された。）しかし、ザクセン選帝侯を初めとするルター派諸侯はこれに対し抗議を行った。このことからルター派諸侯と諸都市は「プロテスタント（抗議者）」と呼ばれるようになり、やがてルター派の総称となった。
1530年に行われたアウクスブルクの帝国議会でもカール5世はなお、プロテスタント諸侯との和解の道を模索していた。この議会にはルター自身は法的立場によって参加できなかったが、盟友のメランヒトンが参加していた。この議会においてプロテスタント側は共同して『アウクスブルク信仰告白』を皇帝に提出した。これはプロテスタントによる初の信仰宣言であり、大部分がメランヒトンの手によると言われる。内容を見ると教義についてはプロテスタント側の一致を主眼にしたため、妥協的でわざと曖昧にされた部分が多く見られ、ルター自身は物足りないと感じていたと言われている。

### 病に悩まされた人生
ルターは生涯を通して様々な病気に悩まされていた。
少年・青年時代では、1497年（14歳）にチフスとみられる熱病に罹患し、1503年（20歳）には短剣で太腿に傷を負い、感染症を併発して治療が長引いた。
1505年（22歳）から始まったヴィッテンベルクにおける修道院生活では睡眠不足や極度の緊張から生じる頭痛や耳鳴りに悩まされ、特に耳鳴りはその後もしばしば起こるようになった。
1516年（33歳）にはヴィッテンベルクにもペストが拡大した。ルターはペストの感染性を理解していなかったが、罹患することはなかった。
枢機卿カエタヌスの審問に応じるためにアウグスブルクへと向かっていた頃（1518年10月）には便秘に苦しんでいた。
精神的症状もしばしばルターを襲っており、修道院時代に突然の意識消失を伴う痙攣発作を起こしたことがあり、てんかんではないかとする説もあるが、ルターにはてんかんの遺伝的素質が無く、またこの一例以降同様の発作が無かったためにこの説を否定する動きもある。
また、ヴァルトブルク城に身柄を隠匿され聖書翻訳に取り組んでいた頃には、極度の孤独感と翻訳作業という精神的疲労がルターを精神的に不安定にさせ、一過性の幻視や幻聴が起こり、これがよく知られる「インク瓶の投げつけ」のエピソードにつながったのではないかとする説もある。
1525年に42歳でカタリナ・フォン・ボラと結婚してからは、カタリナの手料理を喜んで食べることによって体重が増えた。
またその後も、尿管結石や狭心症、幾度の心臓発作、痔疾、礼拝説教を中断せざるを得ないほどのめまい、下肢の潰瘍、痛風、尿閉に苦しめられ、冠動脈硬化症による心筋梗塞が直接の死因となった。

### 死去
上記のような活動に取り組みながら、ルターは終生ヴィッテンベルク大学における聖書講義を続けた。宗教史と思想史、さらには文化史に大きな足跡を残したマルティン・ルターは、1546年2月18日に生まれ故郷のアイスレーベンでこの世を去り、同年2月22日にヴィッテンベルク城教会内に埋葬された。

## 人物
- 酒や音楽を愛し、「酒と女と歌を愛さない者は、一生馬鹿のまま」という言葉を残している[29]。

## 思想
ルターは「人の姿となられた神の言葉としてのイエス・キリストにのみ従う」としてカルヴァン主義に比べてよりも信仰を重視し、信仰義認（信仰のみ主義、ラテン語でSola fide ソラ・フィデ）、聖書のみ、万人祭司といった思想を展開した。
また、ルターはドイツ農民戦争に際し、行為義認ではないが世俗の秩序を尊重する立場から農民暴動を批判している。
また、ユダヤ人を改宗しようと試みたが失敗したために『ユダヤ人と彼らの嘘について』（1543年）などを著し反ユダヤ主義的見解を発表し、後のナチスの反ユダヤ政策に通じる提案を行った。

### 教役者の結婚
ルターはカタリナ・フォン・ボラという元修道女と結婚したことでプロテスタント教会における教役者、牧師の結婚という伝統をつくったことでも知られる（なお、プロテスタントでは万人祭司の強調から牧師は聖職者とは呼ばれない）。
聖職者の独身制を採っていたローマ・カトリックは、ルターら宗教改革者の結婚を非難した。1582年にケルン大司教が宗教改革を導入すると発表して解任される事件が起こるが、ケルン大司教がプロテスタントに改宗したのは結婚したかったからともいわれる。
これらの批判は長年にわたって続いたが21世紀に入ってカトリック教会の性的虐待事件発覚後に聖職者の独身制の意味が疑われている中で再評価され始めている。

### ドイツ主義
ルターは、ドイツ主義的な見解を持っていた。ルターは、教皇がドイツ人を利用して第二のローマ帝国を築いたが、その名を持っているのはドイツ人であり、神はこの帝国（神聖ローマ帝国）がドイツのキリスト教徒の王によって統治されることを望んでいると『ドイツ国民のキリスト教貴族に与う』で述べたり、1521年に「私はドイツ人のために生まれた」と述べるなどドイツ人の国民意識に立った発言を繰り返した。
1532年には「ドイツほど軽蔑されている民族はない」としてイタリア、フランス、イギリスはドイツをあざけっていると述べている。
また晩年のルターは無敵の常備軍を持った統一ドイツ帝国を夢見ていた。

### 反ユダヤ主義
ルターは反ユダヤ主義的主張を持っていた。
初期のルターは、ユダヤ教徒を反教皇運動の援軍とみなして、ユダヤ人はイエスと同じ血統であると主張して、ローマ・カトリックの反ユダヤ主義に抗議した。ヴォルムス国会の期間中にユダヤ人と討論したルターは、1523年に『イエスはユダヤ人として生まれた』などの小冊子を著して、愚者とうすのろのロバの教皇党たちが、ユダヤ人にひどい振る舞いをしてきたため、心正しきキリスト者はいっそユダヤ人になりたいほどだ、と述べたり、ユダヤ人は主と同族血統であるから、ユダヤ人はメシアであるイエスに敬意を表明し、キリストを神の子として認めるよう改宗を勧めた。
しかし、騎士戦争や、ルター派のミュンツァーによる農民戦争が起きると、ルターは反乱勢力を批判し、それ以来ルターは人間世界のいたらなさや、政治的責任を強く感じるようになり、人間の内的自由に、神によってもたらせた地上の事物の秩序が対置され、服従の義務を唱え、キリスト教徒は従順で忠実な臣下でなければならないと説くようになった。
さらに、ユダヤ人の改宗者はごくわずかで、改宗した者もほとんどが間をおかずしてユダヤ教に回帰したためか、1532年には「あのあくどい連中は、改宗するなどと称して、われわれとわれわれの宗教をちょっとからかってやろうというぐらいにしか思っていない」と述べている。そのうちにルターは、不首尾の原因をユダヤ人のなせる業とみなすようになっていった。
宮廷ユダヤ人のヨーゼル・ロスハイムから選帝侯へユダヤ人を支援するよう働きかけてほしいとの打診を受けたルターは1537年6月11日付の返信において、断るついでに挑発まで行った。1538年にロースハイムのヨーゼルに対してルターは、私の心はいまもユダヤ人への善意に満ちあふれているが、それはユダヤ人が改宗するために発揮されると述べた。
その後まもなくして、ボヘミアの改革派がユダヤ人の教唆のもとユダヤ教に改宗し、割礼を受けて、シャバトを祝ったという知らせを受ける、ルターは「私はユダヤ人を改宗させることができない。われらが主、イエス・キリストさえ、それには成功しなかったのだから。しかし、私にも、彼らが今後地面を這い回ることしかできないように、その嘴を閉じさせるぐらいのことはできるだろう」と1539年12月31日に述べた。

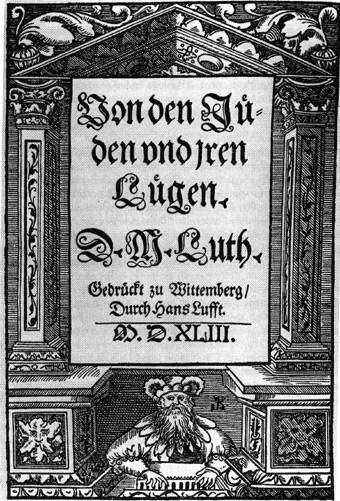
ルター『ユダヤ人と彼らの嘘について』

1543年にルターは『ユダヤ人と彼らの嘘について』を発表し、以下の7つの提案を行った。
1. シナゴーグや学校（イェシーバー）の永久破壊
2. ユダヤ人の家を打ち壊し、ジプシーのようにバラックか馬小屋のようなところへの集団移住
3. ユダヤ教の書物の没収
4. ラビの伝道の禁止
5. ユダヤ人護送の保護の取消
6. 高利貸し業の禁止。金銀の没収。
7. 若いユダヤ人男女に斧、つるはし、押し車を与え、額に汗して働かせること。

ルターは「ユダヤ人はわれわれの金銭と財を手中にしている。われらの国にあって、彼らの離散の地にあって、彼らはわれわれの主になったのだ」として、ユダヤ人は労働に従事していないし、ドイツ人もユダヤ人に贈与していなのだから、ユダヤ人による物の所有を禁じて、彼らの財産はドイツに返還されるべきであると主張した。ユダヤ人はドイツにとっての災厄、悪疫、凶事であり、誰もユダヤ人にいて欲しいなどとは思っていない、その証拠にフランスでも、スペインでも、ボヘミアでも、レーゲンスブルクでもマグデブルクでも追放されたとして、ドイツ人はユダヤ人に宿を提供し、飲食も許しているが、ユダヤ人の子供をさらったり殺したりはしないし、彼らの泉に毒を撒いたり、彼らの血で喉の渇きを癒やそうともしていない（キリスト教徒がユダヤ教徒に対して述べていた儀式殺人疑惑のことを指す）、ドイツ人はユダヤ人の激しい怒り、妬み、憎しみに値することは何かしただろうか、と論じた。ルターは、大悪魔を別にすればキリスト（キリスト教徒）が「恐れなければならない敵はただ一人、真にユダヤ的であろうとする意志を備えた真のユダヤ人である」とし、ユダヤ人を家に迎え入れ、悪魔の末裔に手を貸す者は、「最後の審判の日、その行いに対し、キリストは地獄の業火をもって応えてくださるであろう。その者は、業火のなかでユダヤ人とともに焼かれるであろう」と述べた。
数か月後の冊子『Vom Schem Hamphoras（シェム・ハメフォラス、口にするまでもない名前）』でもユダヤ人の改宗は、悪魔に改宗させるのと同じぐらい困難な業であり、ユダヤ人の福音書外典は四福音書が正統であるのに対して偽書であり、悪魔の使いのユダヤ人は「悪魔の群れよりもさらに悪辣」で、「神よ、私は、あなたの呪われた敵、悪魔とユダヤ人に抗しながら、必死の思いで、これほどまでの恥じらいとともにあなたの神々しき永遠の威厳を語らねばならないのです」と論じて、最後に「私はこれ以上、ユダヤ人と関わりを持ちたくないし、彼らについて、彼らに抗して、何かを書くつもりもまったくない」と閉じた。
ルターは死の4日前の2月18日の最後の説教では、ドイツ全土からユダヤ人を追放することが必要であると訴えた。
ルター晩年のユダヤ攻撃に対しては、ルターの協力者メランヒトン、スイスのツヴィングリの後継者のブリンガー、ユダヤ人のロースハイムのヨーゼルらが批判した。なお、ルターは神を「最大級の愚か者」「キリストは淫乱であったかもしれない」と述べたり、教皇に対してはユダヤ人攻撃の時よりももっと汚い言葉を使って罵詈雑言を浴びせてもいる。
こうしてルターの反ユダヤ主義は、タルススのパウロス（聖パウロ）やムハンマドと同様の転機を経て、ユダヤに対する深い憎悪となった。
ルターの反ユダヤ文書はルター死後あまり重視されなかったが、ヒトラー政権になって一般向けの再販が出てよく読まれた。ルターの反ユダヤ的声明は、ナチス政権下のドイツで反ユダヤ主義の宣伝材料として使用された。1946年、第二次世界大戦後のニュルンベルク裁判でユリウス・シュトライヒャーは「もしルターが生きていたなら、必ずや本日、私の代わりにこの被告席に座っていた」と述べている。

## 影響
キリスト教会の分裂（シスマ）はルターの本来の意図ではなかったが、彼の影響下で福音主義教会（ルター派教会）とアウクスブルク信仰告白が形成された。
聖書をキリスト教の唯一の源泉にしようというルターの呼びかけはプロテスタント諸教会のみならず、対抗改革を呼び起こしたという意味でカトリック教会にも大きな影響を与えた。ローマ・カトリック側はルターを「異端者」「好色家」「犯罪人」「誇大妄想狂」と呼んで批判した。
また、宗教上の足跡のみならず、ヨーロッパ文化、思想にも大きな足跡を残した。例えば、ルターの手によるドイツ語聖書が、近代ドイツ語の成立において重要な役割を果たしたことや、自ら賛美歌を作ったことなどが挙げられる。さらに、当時、宗教家の間で流行っていたボウリングのルールを統一してもいる。
それまで、一部の知識人である聖職者のみが、ラテン語やギリシャ語で書かれた聖書を独占していたが、後述のルター翻訳によるドイツ語版の普及によって、英語版や仏語版の翻訳本の普及に繋がった。

### 賛美歌
ルターは、エアフルト大学に進学した際に音楽理論と実践的な音楽教育を受けていたこともあって、自ら演奏と作曲の両方することができた。また、彼はフランドル楽派の多声音楽、特にジョスカン・デ・プレの作品を称賛していたといわれている。
ルターは礼拝の場で積極的に賛美歌（コラール）の歌唱を奨励し、自らもリュートを演奏しながら多くのコラールを作詞・作曲した。彼は『神はわがやぐら』『深き悩みの淵より』など現在の日本でもよく知られているコラールを残したが、合唱曲としての編曲はヴィッテンベルク教会の楽長ヨハン・ヴァルターが多くを手がけた。
カトリック教会は古くからラテン語典礼文による複雑な多声合唱を発展させており、これらは音楽的に優れたものではあったが、必ずしも歌詞の聞き取りやすいものではなかった。また専門的な合唱隊が歌唱を担当した。
これに対し、ルターは教養の一部としてラテン語を習得することを重んじつつも、礼拝において会衆が彼らの母国語であるドイツ語で、美しいだけでなく単純で歌詞が聞き取りやすいコラールによって神をともに賛美することを重視し、新たな典礼音楽を推進した。ルターの奨励したコラールは、ドイツのプロテスタント教会におけるバロック音楽の発展に大きな影響を及ぼし、コラールを主題としたオルガン曲（前奏曲、幻想曲）、声楽曲（モテット、カンタータ、オラトリオ）など広い分野に及んだ。

### ドイツ語への影響
またルターは主に聖書翻訳を通じて、近世ドイツ語の規範の確立に大きく寄与した。一方でルターは国際語としてのラテン語の長所を理解しており、神学的著述のみならずラテン語によるミサ曲の作曲も行っている。
ルターにとっては公衆に広く理解されるということが最も重要であり、ルターのドイツ語重視を単なる民族主義的熱情と理解することはできない。ルターが民族主義と離れていたことは、民間伝承の英雄ディートリヒや民話などを説教に用いる神父をルターが軽蔑していたことにも表れる。それら大衆のものは文化的ではなく（教会の教養者の多くがそう考えていたように）教会の教えに反する「ロバの話」無教養の産物と断じられた。
また、アリストテレスやプラトンを異教者とし、それについて語る神父もまたルターの軽蔑の対象だった。

## ルター訳聖書

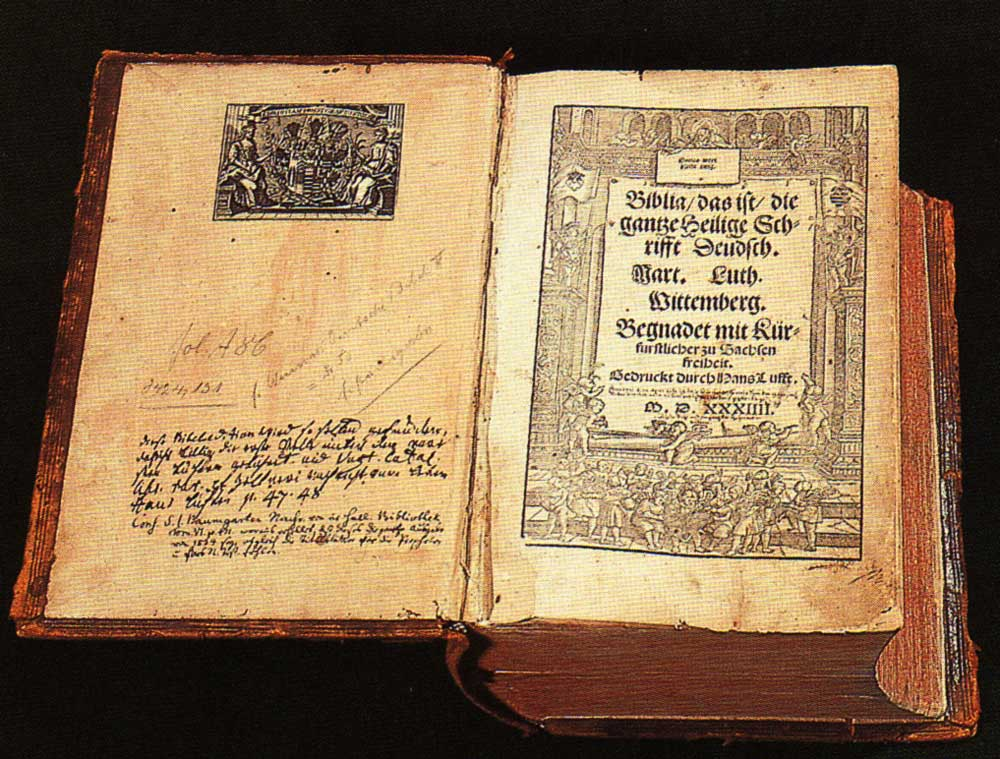
ルター訳聖書（1534年）

ルターは精力的な活動の一方で聖書の翻訳事業も続けており、1534年に念願だったドイツ語旧約聖書も完成し、出版された。
ルターは旧約聖書の諸書の選択において、七十人訳聖書（セプトゥアギンタ：ギリシア語旧約聖書）にあってマソラ本文（ユダヤ教徒によって編纂されたヘブライ語聖書）にないものを、聖書正典でないと確認して旧約聖書から排除した。

### 見解
ルターの新約聖書観については二種類の見解がある。
ヨハネス・ラインポルトらの立場では、新約聖書でも『ヘブル書』『ヤコブの手紙』、『ユダの手紙』、『ヨハネの黙示録』は自分の義化のアイデアとそぐわないと考えたため正典から排除した。ルターが排除した諸書は新約聖書ではやがて元に戻されたが、旧約聖書の方はルターによって外された諸書はそのままで現代に至っている、とされる。
旧約聖書についてはルターはユダヤ教（ヘブライ語）において正典とされている書をそのままキリスト教における旧約の正典とした。そのうえで、ローマ教会が正典として認め、ユダヤ教徒が外典とした数書（ヘブライ語ではなくギリシア語をもともとの言語とするヘレニズム時代の書物）を「Apocrypha」として全て翻訳し、但し書きをつけた上で自分の聖書（ドイツ語）に収めている。それらの歴史的な意義を認めたからである。つまりルターは正典とそうでない書の区別を明確にしただけで排除はしていない。
ルターがこの四つを正典と見なしていなかったとするラインポルトらの見解に対し、ルター伝『我ここに立つ』を書いたベイントンは、ルターはこの四つを正典と見なしていたとする。ルターは新約聖書27巻の正典性は認めていたが、ヤコブ書は福音より律法を主張していると考えていた 。
ストンハウスは、神中心よりもキリスト中心であるとし、ルターの聖書の活用方法を批判的に捉えている 。
また、ルターは聖書の翻訳において、信仰義認の教理から本文解釈を行って訳していることも指摘されている。

## 遺構
ルターの生地・没地であるアイスレーベンや、彼が長年神学教授を務め、「95ヶ条の論題」を発表して宗教改革の口火を切ったヴィッテンベルクの町には、いまでもルターの遺構が数多く存在する。これらの建造物群のうち、アイスレーベンのルターの生家やルター晩年の家、ヴィッテンベルクのルター・ホール（ルター住居）、ルターが説教を行っていた町の教会、そして「95ヶ条の論題」が貼られた城付属聖堂は、アイスレーベンとヴィッテンベルクにあるルター記念建造物群として、1996年に世界遺産に、2015年には著述作品などが記憶遺産に登録されている。

## 著作
- 『95か条の論題』(1517年)
- 『キリスト者の自由』(1520年)
- 『教会のバビロニア捕囚』(1520年)
- 『キリスト教界の改善について——ドイツ国民のキリスト教貴族に与える』(1520年)
- 『マグニフィカート』(1521年)
- 『奴隷意志論』 (1525年)
- 『ドイツミサと礼拝の順序』(1526年)
- 『小教理問答書』(1529年)
- 『大教理問答書』(1529年)
- 『ユダヤ人と彼らの嘘について』(1543年)

### 日本語訳
- 植田兼義訳『卓上語録』教文館、2003年
- 植田兼義・金子晴勇訳『ルター教会暦説教集』教文館、2011年
- 徳善義和訳『ルター著作選集』教文館、2012年
- 深井智朗訳『宗教改革三大文書 付「九五箇条の提題」』講談社学術文庫、2017年
- ルター著作集委員会編『ルター著作集』、聖文舎・リトン